# 667
Cette page concerne l'année 667  du calendrier julien. Pour l'année 667 av. J.-C., voir 667 av. J.-C. Pour le nombre 667, voir 667 (nombre). Pour le groupe musical, voir 667 (collectif).
L'année 667 est une année commune qui commence un vendredi.

## Événements
- Avril-mai[1] : l'empereur du Japon Tenji transfère sa capitale à Ōtsu, près du lac Biwa[2].

- Destruction d'Oderzo sur ordre du roi des Lombards Grimoald pour se venger du meurtre de ses frères[3]
- Romuald Ier devient duc de Bénévent[4].
- Empire byzantin : première mention du thème des Arméniaques[5].